# ゴーゼ
ゴーゼ（ドイツ語: Gose）は、ビールのスタイル。ゴーゼビールと記述することもある。
ドイツのハルツ地方のクラフトビールであり、ゴスラーが発祥とされる。大量の塩とコリアンダーでフレーバーをつけるのが最大の特徴。

## 概要
ゴーゼは、大麦麦芽とホップの他に小麦麦芽も用いて、コリアンダーなどの薬草や大量の塩が加えられる。伝統的なゴーゼにはオート麦が使われることもある。上面発酵であるが、乳酸菌による発酵も行われる。
乳酸菌を含むため、容器の中でも発酵が持続しており、泡立ちが豊か。また、浮遊する酵母のために著しく濁っている。
『ビアスタイル・ガイドライン1208』ではライプツィヒスタイル・ゴーゼとして以下のように定義している。
- 色合い色は、淡いゴールドから淡いアンバー
- アルコール度数は4.4%から5.4%
- IBU 10から15
- SRM 3から9

SRM イメージ色
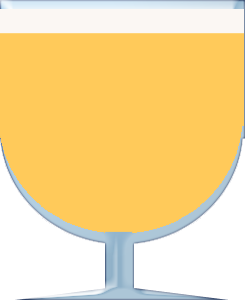
SRM 3
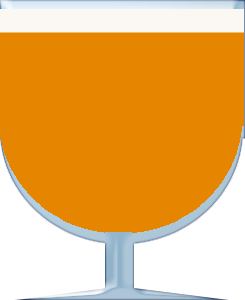
SRM 9

## 歴史
ゴーゼの発祥は、10世紀頃のゴスラーだと言われている。ゴスラーの近郊にはランメルスベルク鉱山があり、ローマ時代から採掘が行われていた。多量に汗をかく鉱山労働者にとって必要な、塩分、ミネラル分と水分を補うためにゴーゼが開発されたのではないかと言われている。
ゴーゼは乳酸菌を含むため、飲みなれていない者には下痢を引き起こしていたようで、18世紀に刊行されたドイツビールの博物誌にはその旨の注意書きがある。
上記のようにゴーゼは副原料を使用しているためビール純粋令に反する。このためゴーゼはゴスラーにおいて公には醸造することができなかったが、東西ドイツ分割時代には、東ドイツ領だったライプツィヒがビール純粋令適用外の地域だったので醸造技術を受け継ぐことができた。
東西ドイツ統一後は旧東ドイツ領にもビール純粋令が適用されるようになり、表立ってゴーゼの販売できなくなったが、1993年に欧州共同体(EC)発足に際して、ビール純粋令が非関税障壁と判断され効力を失ったため、ライプツィヒを中心に、いくつかの醸造所でゴーゼは醸造、販売されるようになった。

## 関連
- レオポルト1世 (アンハルト＝デッサウ侯) - 伝説では1738年にゴーゼの製法をライプツィヒにもたらした人物。